# Chawri Bazar
Chawri Bazar (hindsky चावड़ी बाजार) je ulice ve starém Dillí v Indii. Historicky je známá také jako tržiště (bazar), kde se obchodovalo s výrobky z kovů (především z mědi) a z papíru. Tržiště datuje svůj vznik do roku cca 1840. Třída spojuje mešitu Džama Masdžíd s náměstím Hauz Kazi Chowk. Je vedena západo-východním směrem, její délka činí zhruba 600 m. Je to jedna z hlavních ulic starého Dillí.
Třída je přístupná ze stejnojmenné stanice dillíského metra (žluté linky), která se nachází přímo na starém městě.

## Název
Název ulice mohl vzniknout několika způsoby: Podle jedné teorie pochází z maráthského slova chowri, které označuje místo. Nejspíše odkazuje na místo setkání, které třída představovala pro vysoce postavené Indy své doby před tím, než se šli se svými spory radit s úřady. Podle jiné odkazuje na výrobky z kovů (především zámky), které zde byly prodávány.

## Využití a význam
V Dillí je třída známá především díky trhu s výrobky z papíru, které se prodávají hlavně na východním konci ulice. Na západním okraji Chawri Bazar jsou prodávány železářské výrobky. Odděluje převážně hinduistickou část starého města (na sever od této třídy) od převážně muslimské jižní části středu města.

## Historie
Třída vznikla nejspíše v souvislosti s vznikem starého Dillí. V něm se jednalo o ulici s řadou paláců vysoce postavených obyvatel města. Poprvé se zobrazuje na mapě města v 50. letech 19. století.
Po velkém indickém povstání z roku 1857 byly některé z těchto domů strženy. Dnes se jedná o běžnou ulici s rušným provozem a typickou staroindickou zástavbou, která je prostá jakéhokoliv plánování nebo organizované výstavby. Z ulice vedou kolmo k ní úzké průchody do vnitrobloků, napojuje se na ní jen velmi malé množství obdobně širokých silnic. Původní bazar se přeměnil na obchodní třídu; mnohé domy dnes slouží pro komerční účely.